# Kufu
Kufu (? – 2566. pr. Kr.), ili na grčkom Keops, bio je 2. faraon 4. dinastije drevnoga Egipta. Vladao je od 2589. pr. Kr. do 2566. pr. Kr. Njegovo puno ime bilo je Hnum-Kufu ("Hnum me štiti"). 
Ovaj je faraon najpoznatiji po tome što je dao sagraditi Veliku piramidu u Gizi. Svećenik Maneton nazvao ga je Sufis.
Kufuovo Horus ime bilo je Medžedu, a nebti Nebti-r-medžed. 

## Životopis
Kufu je bio sin faraona Snofrua i kraljice Heteferes I. te unuk Hunija. Imao je stariju sestru zvanu Heteferes. Osim nje, imao je četiri starija polubrata te nekoliko mlađe polubraće i polusestara. 
Nakon smrti Snofrua, Kufu je došao na prijestolje kao novi vladar. Za razliku od svog oca i djeda, Kufu je zapamćen kao okrutan vladar. Osim što si je dao izgraditi piramidu, poveo je pohode na Sinaj, Nubiju i Libiju. Dakle, bio je faraon-graditelj i ratnik.
Tijekom Kufuove vladavine umrla je njegova majka. Nju su posebno častili sin i dvor. Kufuove dvije poznate supruge bile su njegove polusestre Meritites i Henutsen, a samo je ova druga rodila jednog faraona, premda je Meritites rodila Kauaba, princa koji je trebao naslijediti Kufua, ali je umro prije njega.
U tradiciji je Kufu upamćen kao grozni tiranin. On je doista pokrenuo cijeli Egipat kako bi si izgrdio grobnicu. Čak je zatvorio hramove. Njegov unuk Menkaura poslije je olakšao živote Egipćana, premda nikada nije zaboravljena Kufuova osobnost. Kufu je poštovao svoje pretke, ali se nije ponašao poput njih. I njegov sin Kafra bio je okrutan. Unatoč svemu, treba spomenuti da je Kufu imao i humaniju stranu koja je pala u zaborav – opskrbio je radnike na piramidi odjećom, hranom i pivom. 
Kufu je nakon smrti sahranjen u svojoj piramidi. Njegova je mumija nestala. Najvjerojatnije je mumija uništena, premda su se Kufua uvijek sjećali u egipatskom društvu. Egipćani su uništavali Kufuove prikaze nakon njegove smrti, premda je njegov kult preživio još barem 2000 godina nakon što je umro.

## Spomenici
Kufu je iza sebe ostavio Veliku piramidu – sliku moći, slave i besmrtnosti. Ona je za Egipćane bila planina koja će poslužiti Kufuu da se uspne na nebo kao sin boga Sunca Raa. 
Prije se vjerovalo da je jedini poznati prikaz Kufua malena figurica koja ga prikazuje kako smireno sjedi na prijestolju. Međutim, Vassil Dobrev pronašao je još prikaza Kufua. Kufu je svugdje prikazan bez brade. Prema Dobrevu, Velika sfinga u Gizi djelo je Kufuovog sina Džedefre, a prikazuje Kufua kao boga. Dobrev je također zaključio da je dva pogrebna broda – takozvane Sunčeve barke – Džedefra dao napraviti za svog oca.

## Obitelj
Pogledajte također "Meritites I.", "Henutsen" i "Kufuova djeca".
Kufu je imao barem četiri supruge. Imao je mnogo sinova i kćeri. Neki njegovi unuci imali su naslov "kraljev sin". Taj se naslov može tumačiti i kao "kraljev unuk". 
Preko svog sina Kafre, Kufu je bio djed faraona Menkaure i pradjed faraona Šepseskafa. Kufuove najpoznatije kćeri su Heteferes II. i Meresank II., kraljice koje su isprva bile princeze udate za svoju braću.

## U literaturi
Kufu se pojavljuje u drevnoj priči Kufu i čarobnjaci. Njegovi mu sinovi pričaju priče te ga tako zabavljaju. Kufu je opisan kako prinosi žrtve svojem ocu. Njegov sin Džedefhor dovodi mu čarobnjaka Džedija. Džedi izvodi nekoliko čuda pred faraonom. Proriče Kufuu da će njegov sin i unuk vladati nakon njega. 

## U kulturi
- Kufua u filmu Zemlja faraona glumi Jack Hawkins.
- U računalnoj igri Luxor, nekoliko je razina nazvano "Kufuova osveta". Kufu je prikazan zajedno s vojnicima.

## Vanjske poveznice
|  | Zajednički poslužitelj ima još gradiva o temi Kufu |